# Éric Bernard
Éric Bernard (24 d'agost del 1964, Martigues, prop de Marsella, França) va ser un pilot de curses automobilístiques francès que va arribar a disputar curses de la Fórmula 1.

## Carrera automobilística
Éric Bernard va debutar a la setena cursa de la Temporada 1989 de Fórmula 1 (la quarantena temporada de la història) del campionat del món de la Fórmula 1, disputant el 9 de juliol del 1989 el Gran Premi de França del 1989 al Circuit de Paul Ricard. Va participar en un total de quaranta-set curses puntuables pel campionat de la F1, disputades en quatre temporades no consecutives (1989 - 1991 i 1994), aconseguint una tercera posició com millor classificació en una cursa i assolí deu punts pel campionat del món de pilots.

### Resultats a la Fórmula 1
| Any  | Equip                  | Xassís         | Motor         | 1       | 2       | 3       | 4       | 5       | 6       | 7       | 8       | 9       | 10      | 11      | 12      | 13      | 14      | 15      | 16      | Posició | Punts |
| ---- | ---------------------- | -------------- | ------------- | ------- | ------- | ------- | ------- | ------- | ------- | ------- | ------- | ------- | ------- | ------- | ------- | ------- | ------- | ------- | ------- | ------- | ----- |
| 1989 | Equipe Larrousse       | Lola           | Lamborghini   | BRA     | SMR     | MON     | MEX     | USA     | CAN     | FRA 11  | GBR Ret | ALE     | HUN     | BEL     | ITA     | POR     | ESP     | JAP     | AUS     | -       | 0     |
| 1990 | Espo Larrousse F1      | Lola           | Lamborghini   | USA 8   | BRA Ret |         |         |         |         |         |         |         |         |         |         |         |         |         |         | 13è     | 5     |
| 1990 | Espo Larrousse F1      | Lola           | Lamborghini   |         |         | SMR 13  | MON 6   | CAN 9   | MEX Ret | FRA 8   | GBR 4   | ALE Ret | HON 6   | BEL 9   | ITA Ret | POR Ret | ESP Ret | JAP Ret | AUS Ret | 13è     | 5     |
| 1991 | Larrousse F1           | Larrousse Lola | Cosworth      | USA Ret | BRA Ret | SMR Ret | MON 9   | CAN Ret | MEX 6   | FRA Ret | GBR Ret | ALE Ret | HON Ret | BEL Ret | ITA Ret | POR NVQ | ESP Ret | JAP NVQ | AUS     | 18è     | 1     |
| 1994 | Ligier Gitanes Blondes | Ligier         | Renault       | BRA Ret | PAC 10  | SMR 12  | MON Ret | ESP 8   | CAN 13  | FRA Ret | GBR 13  | ALE 3   | HON 10  | BEL 10  | ITA 7   | POR 10  |         |         |         | 18è     | 4     |
| 1994 | Team Lotus             | Lotus          | Mugen - Honda |         |         |         |         |         |         |         |         |         |         |         |         |         | EUR 18  | JAP     | AUS     | 18è     | 4     |

### Resum
| Curses: | Victòries: | Pòdiums: | Poles: | Voltes ràpides: | Punts: |
| ------- | ---------- | -------- | ------ | --------------- | ------ |
| 47 (45) | 0          | 1        | 0      | 0               | 10     |